# 貝爾尼納山脈

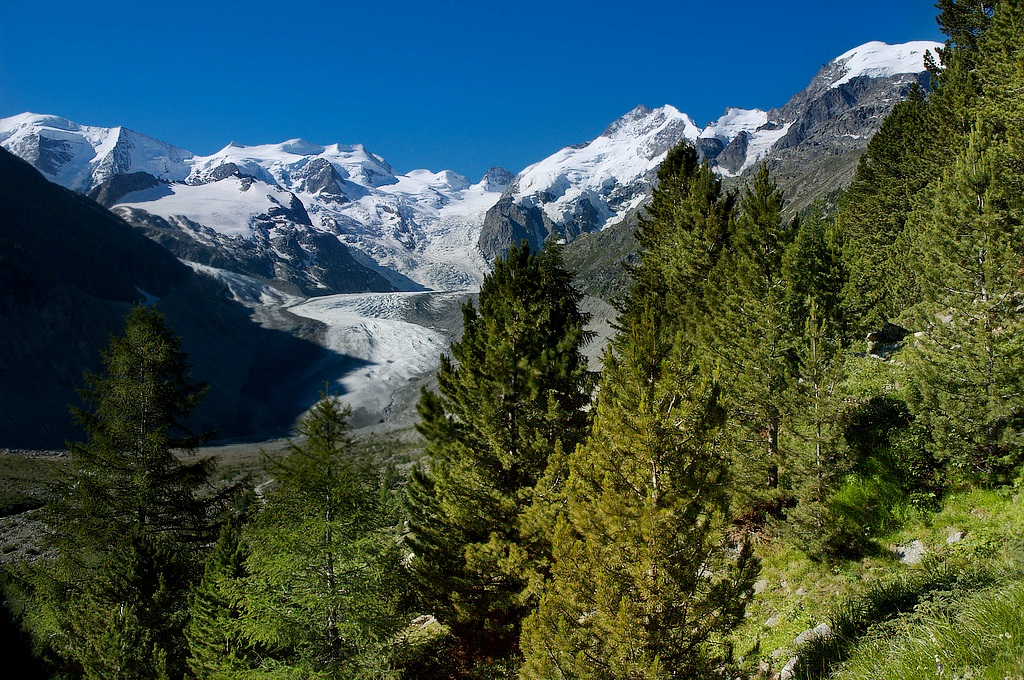

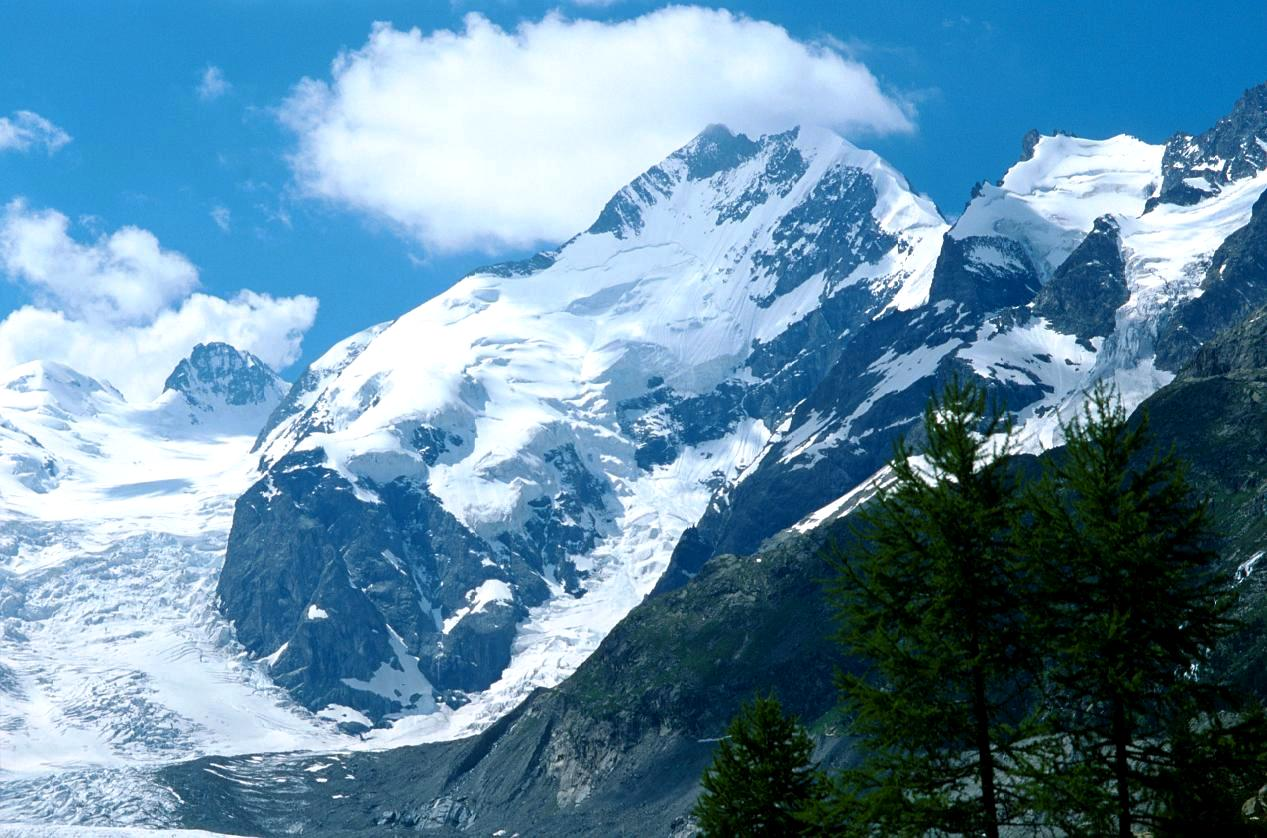

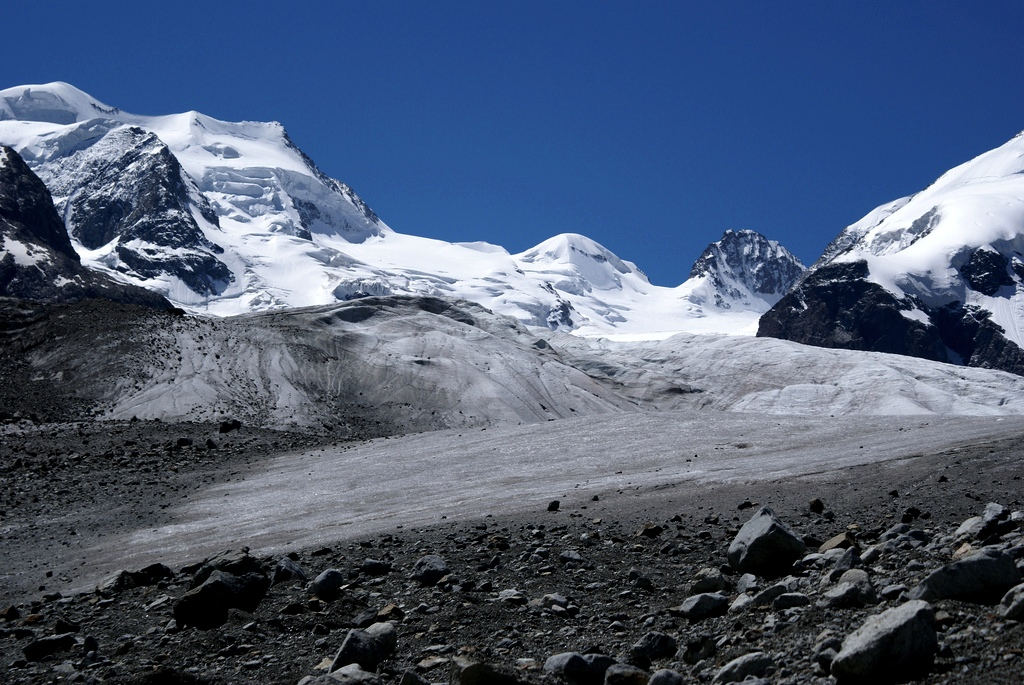

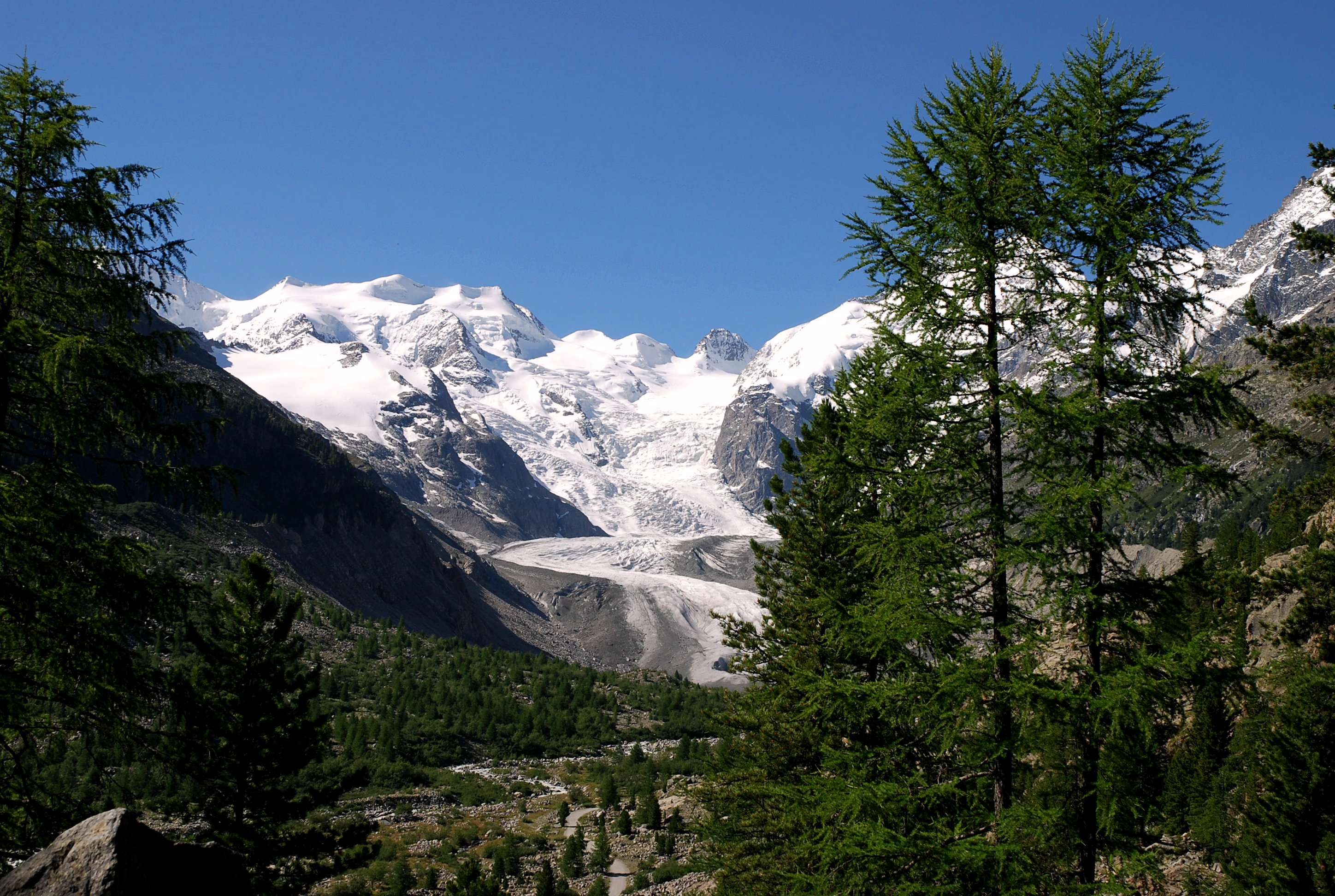

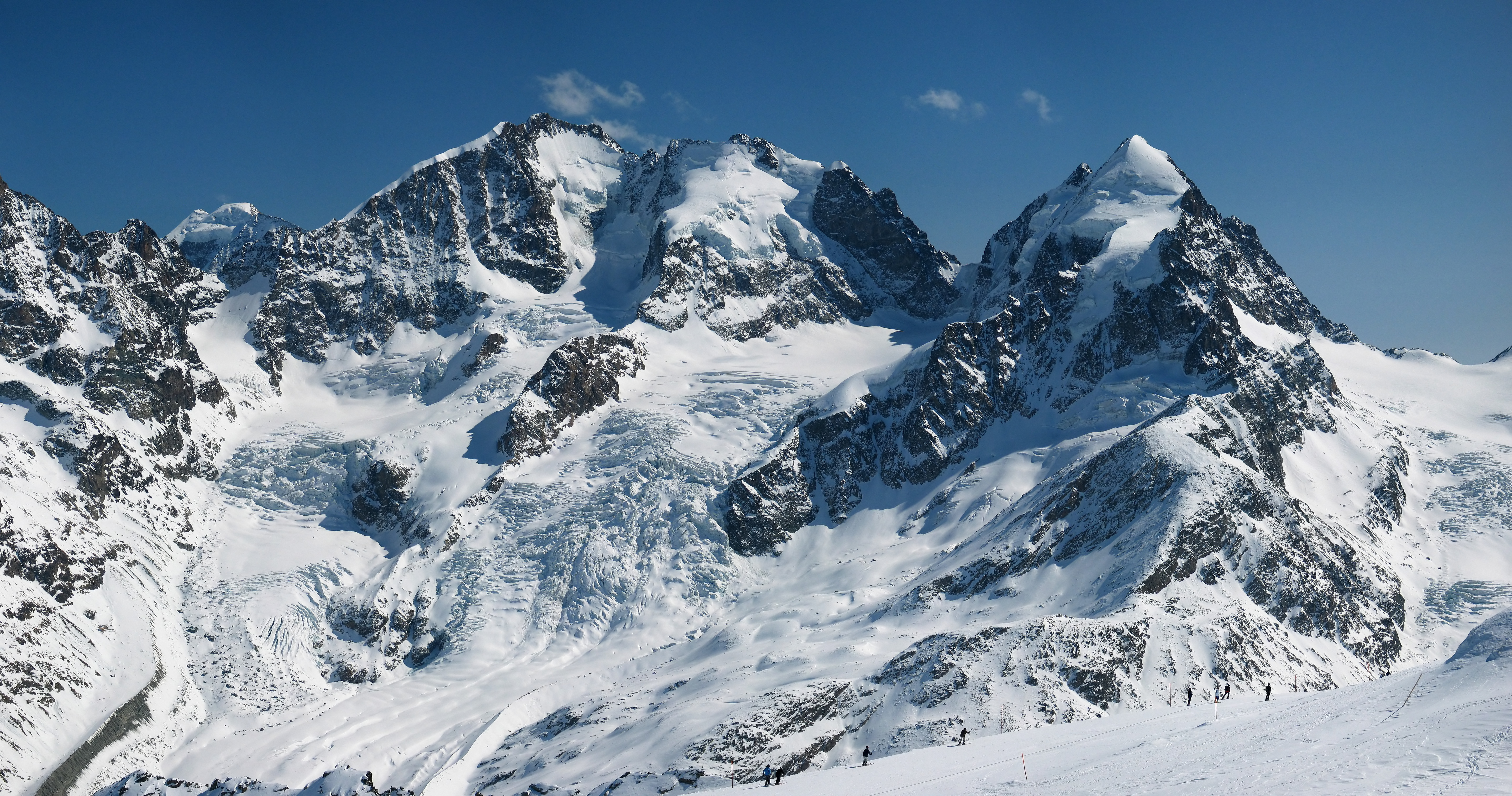

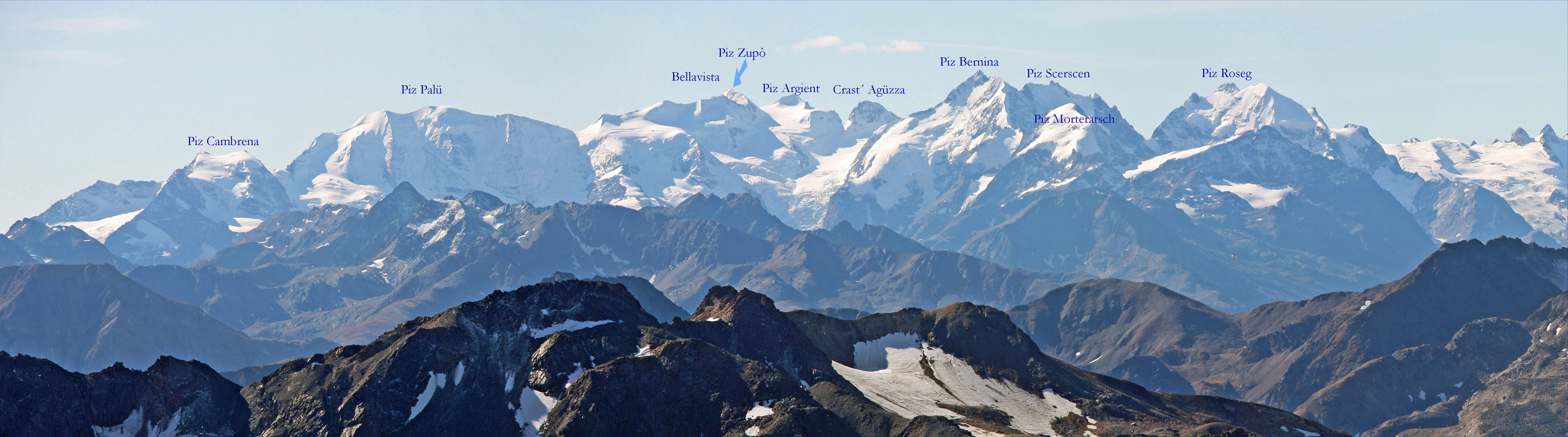

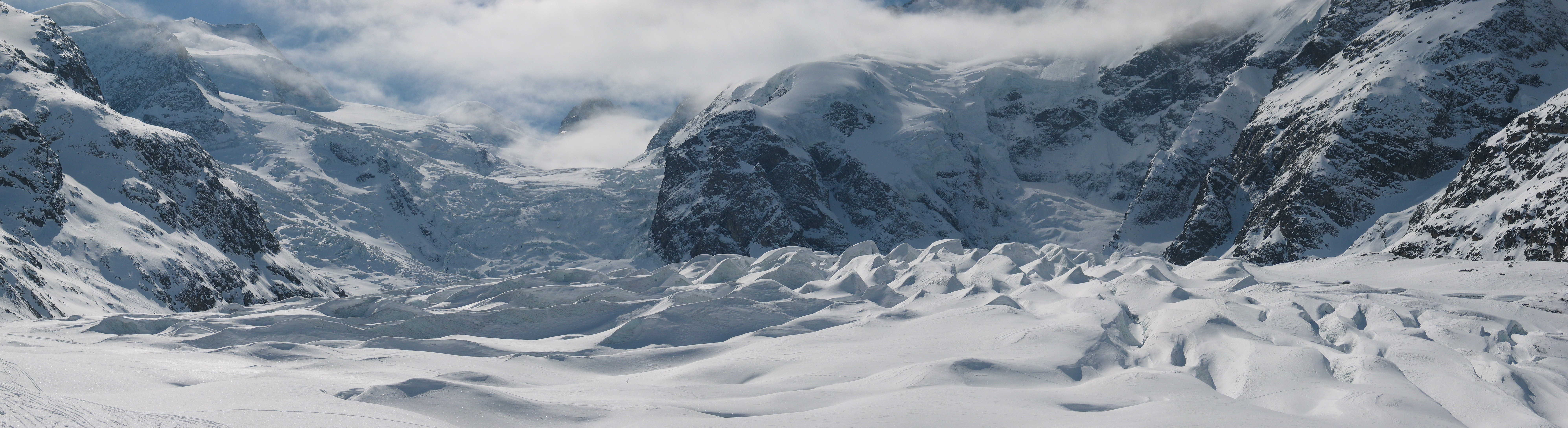

貝爾尼納山脈（義大利語：Massiccio del Bernina）是歐洲的山脈，是中阿爾卑斯山脈的一部分，橫跨瑞士東部和意大利北部，長33公里、寬41公里，面積718平方公里，最高點海拔高度4,049米。